# Sehnkwehn
Der  Sehnkwehn  ist ein Fluss in Liberia.

## Verlauf
Der Sehnkwehn entspringt im Grand Gedeh County, unmittelbar an der Grenze zum Sinoe County im Süden Liberias. Er fließt zunächst für 120 km in südwestliche Richtung etwa bis zur Mündung des Jobo, seines größten Nebenflusses. Dann schwenkt er auf West. Bei der Mündung des Shani, etwa 70 km vor der Mündung, ändert er erneut seinen Kurs auf Südsüdwest. Der Sehnkwehn mündet schließlich 20 km nordwestlich von Greenville in den Golf von Guinea.

## Hydrometrie
Der Abfluss des Sehnkwehn wurde an der Messstation Tournouta - Bafu Bay zwischen den Jahren 1976 und 1978, bei etwas mehr als 10 % des Einzugsgebietes, in m³/s aufgezeichnet.
- Diagrammdaten:
- Definition |
- Rohdaten |
- Hilfe

## Namensherkunft
Der Fluss wurde früher auch als Sanguin bezeichnet, von dem Portugiesischen Wort Sanguinho (dt.: rötlich, blutig, blutrot). Dies bezieht sich nicht auf etwaige Gräueltaten, sondern eher auf die eisenhaltigen Sedimente, die den Fluss bei Hochwasser verfärben.